# Abbaye de Rufinianes
L’abbaye Saint-Ange de Rufinianes est une ancienne abbaye cistercienne située à Constantinople, capitale de l'éphémère Empire latin de Constantinople (actuellement, Istanbul, en Turquie), sur la rive européenne du Bosphore). Sa localisation est incertaine.

## Histoire

### Fondation
L'abbaye Saint-Ange de Pétra est fondée en 1214 dans l'empire latin de Constantinople. L'empereur cherche en effet à faire venir des moines catholiques dans le monde byzantin, pour asseoir son autorité spirituelle. Ce sont donc des moines de l'abbaye d'Hautecombe qui sont mis à contribution. Cinq ans plus tard, une autre abbaye, préexistant à la quatrième croisade, est rattachée à Saint-Ange : il s'agit de Rufinianes. Elle était habitée de moines byzantins, que Pélage Galvani met face à un ultimatum : soit ils acceptent le quatrième concile du Latran (et donc en particulier l'autorité du pape), soit ils sont incorporés à l'ordre cistercien. Ayant refusé la première solution, le monastère est rattaché de forcé à l'ordre de Cîteaux, et les moines byzantins préfèrent fuir que de se soumettre.

### Localisation et toponymie
Contrairement à son abbaye-mère, Rufinianes est située sur la rive asiatique du Bosphore, dans l'ancienne Bithynie. Des recherches plus précises le situeraient à Chalcédoine (aujourd'hui Kadıköy), plus précisément dans le faubourg dit « du Chêne »

### Une histoire mouvementée
Le projet mis au point par l'abbé de Saint-Ange de Pétra et Pélage Galvani était de déménager l'abbaye Saint-Ange depuis Pétra vers Rufinianes, ce qui explique la dénomination choisie pour l'abbaye-fille. Mais les moines de Pétra s'opposent à cette résolution de l'abbé et souhaitent rester dans leur abbaye, invoquant comme raison les nombreux nobles qui y sont enterrés et pour qui les moines prient. Une autre raison qui sous-tend cette opposition est que les moines étaient réticents à s'installer dans une région moins sécurisée que le centre-ville de Constantinople. C'est finalement le pape Honorius III qui intervient en 1222 et permet que le nouveau monastère de Rufinianes ne soit occupé que par quatre moines (la tradition cistercienne imposait un minimum de douze, sans compter l'abbé), sous réserve que, cinq ans au plus tard après, il soit devenu une abbaye à part entière. Les cisterciens font tout pour atteindre cet objectif et, en 1225, l'abbaye est officiellement inaugurée.
Il semble qu'elle soit très vite revenue à une spiritualité byzantine : dès 1236, on parle de moines grecs revenus dans l'abbaye. Pourtant, l'abbé cistercien est mentionné jusque vers 1260, quand il est sollicité pour trouver une maison pour ses frères cisterciens de Zaraka. L'hypothèse retenue par Brown est que l'abbé de Rufinianes avait conservé ce titre alors qu'il était revenu à Pétra après que Rufinianes avait été rendue aux byzantins. En tout cas, présent ou non dans son abbaye, l'abbé de Rufinianes est un personnage important ; c'est à lui, par exemple, qu'est confiée la mission d'inspecter le site d'implantation de l'abbaye de Zaraka.